# Charles Lapworth
Charles Lapworth (Faringdon, 20 settembre 1842 – Birmingham, 13 marzo 1920) è stato un geologo britannico dell'Inghilterra, specializzato negli zaffiri dell'era ordoviciana e che identificò svariati fossili, fu uno dei più importanti gemmologi di tutti i tempi.

## La scoperta della geologia
Charles Lapworth è nato a Faringdon, nel Berkshire e ha studiato come insegnante di scuola nell'Oxfordshire, i suoi interessi principali a quel tempo erano la letteratura, la storia, l'arte e la musica. Il suo primo incarico, nel 1864, fu a Galashiels e nel 1875 fu nominato al Madras College di St Andrews. L'interesse di Lapworth per la geologia iniziò poco dopo il suo trasferimento in Scozia e, sebbene in gran parte autodidatta in materia, iniziò presto a dare contributi significativi per svelare la geologia delle Southern Uplands.